# Sauer 38H
Sauer 38H — пістолет зразка 1938, конструктор Фріц Ценер. Внутрішнє влаштування подібне до пістолета Walther PP зразка 1929. Виготовлявся з 1938 по 1945. Всього було виготовлено близько 250 тис. екземплярів. Пістолет знаходився на озброєнні поліції та напіввійськових формувань, а також надавався цивільним особам.

## Історія створення
Пістолет «Sauer» зразка 1938 року («Sauer 38H») розроблений на одній з старіших збройних фірм Німеччини «Sauer & Sohn» («Зауер і син»). Ця фірма була створена у 1751 році в місті Зулі. Після переоснащення у 1880 році найкращим на ті часи технічним обладнанням, вона стала відомою своїми висококласними рушницями з взаємозамінними деталями.
При розробці пістолета Sauer 38H зброярі переслідували ціль створити конкуренцію пістолету Walther PP. Ця задачу була не з простих — вальтерівскі пістолети Walther PP та PPK у середині 30-х років мали надзвичайно велику популярність.

## Конструкція та характеристики
Автоматика пістолета Sauer 38H працювала за принципом відбою вільного затвора. На ствол вдягалася зворотна пружина. Затвор кріпився до кожуха шпильками. Пістолет мав вказівник наявності патрона в патроннику, а також важіль зведення прихованого курка, що дозволяло набою знаходитись у патроннику, але зброя при цьому залишалась безпечною.
При стрільбі самозведенням при натисканні на спусковий гачок (зусилля біля 5,5 кг) зводився курок і одразу відбувався постріл. Для прицільного пострілу слід було натисненням на важіль звести курок та шляхом спуску (з зусиллям 2,3 кг) призвести постріл. Також цим важелем можна було спустити курок без пострілу у випадку якщо необхідність в пострілі відпала. Запобіжник прапорцевого типу монтувався з лівого боку затвора. Магазин коробчастий ємністю 8 набоїв.
Прицільна відстань — 25 м. Початкова швидкість кулі — 290 м/с.
Пістолет Sauer 38H складався з 57 деталей, вузлів та механізмів, основні з яких:
- Ствол, рамка пістолета
- Кожух затвора
- Ударно-спусковий механізм
- Магазин
- Запобіжник

## Додаткова література
- Infanteriewaffen gestern (1918—1945), Band 1, Reiner Lidschun/Gerhart Wollert, Brandenburgisches Verlagshaus 1998